# Mario Petri
Mario Petri, nom de scène de Mario Pezzetta, né à Pérouse le 21 janvier 1922 et mort à Città della Pieve le 26 janvier 1985, est un baryton-basse de l'opéra italien, en particulier associé aux rôles des œuvres de Mozart et Rossini.
En tant qu'acteur, il a participé à divers films.

## Biographie
Mario Petri nom de scène de Mario Pezzetta a commencé sa carrière à la fin de la Seconde Guerre mondiale, faisant ses débuts à la scène en 1947 au Teatro della Scala à Milan, où il a chanté l'année suivante le rôle de Créon dans la première d'Œdipe roi de  Stravinsky. Il a également chanté sa première de Don Giovanni en 1950, un rôle qu'il a joué dans toute l'Italie.
Il est apparu à Rome, Florence, Venise, Parme, Bergame, Vérone, Naples. Il a donné la réplique à Maria Callas dans Médée de Cherubini. En 1951, pour la célébration  du 50e anniversaire de la mort de Verdi, il a chanté sur la radio italienne (RAI) les I Lombardi, I masnadieri, et Simon Boccanegra.
Sa réputation de Don Giovanni lui permet d'être invité au festival de Glyndebourne, de Salzbourg, et d'Édimbourg. Il a peu chanté en dehors de l'Europe, mais il a fait quelques apparitions à Dallas, en 1965.
Son répertoire comprend à la fois des œuvres de Paisiello et de Rossini, comme Il barbiere di Siviglia, Les Noces de Figaro, L'Italiana in Algeri, La Cenerentola, Mosè in Egitto, Semiramide, en face de Joan Sutherland, etc.
La production de Don Giovanni de la télévision italienne en 1960 a été éditée en DVD, avec un casting comprenant Teresa Stich-Randall, Leyla Gencer, Graziella Sciutti, Luigi Alva, et Sesto Bruscantini.
À partir des années 1960, Mario Petri se consacre également à l'interprétation cinématographique, dans une série de films d'aventure italiens.
Mario Petri est mort à Città della Pieve le 26 janvier 1985 d'un accident vasculaire cérébral à l'âge de 63 ans. 
Il avait été marié à une danseuse classique avec laquelle il avait une fille, l'écrivaine et traductrice Romana Petri (it).

## Répertoire
- Mozart
  - Figaro/Le Nozze di Figaro
  - Don Giovanni/Don Giovanni
  - Sarastro/Die Zauberflöte
- Monteverdi
  - Seneca/L'incoronazione di Poppea
- Paisiello
  - Don Basilio/Il barbiere di Siviglia (Paisiello)
- Pergolesi
  - Count Robinson/La cambiale di matrimonio
- Cherubini
  - King Creon/Medea (Cherubini)
- Galuppi
  - Don Tritemio / Il filosofo di campagna
- Rossini
  - Mustafa/L'italiana in Algeri
  - Don Basilio/Il barbiere di Siviglia
  - Don Magnifico/La cenerentola
  - Mose/Mosè in Egitto
  - Assur/Semiramide
- Donizetti
  - Duke Don Alfonso/Lucrezia Borgia (Donizetti)
- Verdi
  - Pagano/I Lombardi alla prima crociata
  - Macbeth/Macbeth
  - Massimiliano/I masnadieri
  - Jacopo Fiesco/Simon Boccanegra
  - Renato/Un ballo in maschera
  - Rodrigo, Marchese di Posa/Don Carlos
  - Ramfis/Aida
- Puccini
  - Jack Rance/La fanciulla del west
- Ponchielli
  - Alvise/La Gioconda
- Boito
  - Simon Mago/Nerone
- Debussy
  - Arkel/Pelléas et Mélisande
- Pizzetti
  - Agamennone/Clitennestra

## Enregistrements en studio
- Simon Boccanegra, avec Paolo Silveri, Antonietta Stella, Carlo Bergonzi, Walter Monachesi, dir. Francesco Molinari Pradelli - Cetra 1951
- I Lombardi alla prima crociata, avec Maria Vitale, Gustavo Gallo, Miriam Pirazzini, dir. Manno Wolf Ferrari - Cetra 1951
- L'italiana in Algeri, avec Giulietta Simionato, Cesare Valletti, Marcello Cortis, dir. Carlo Maria Giulini - EMI/Columbia 1954
- Il filosofo di campagna, avec Anna Moffo, Rolando Panerai, Elena Rizzieri, dir. Renato Fasano - HMV 1958
- Il barbiere di Siviglia (Paisiello), avec Rolando Panerai, Graziella Sciutti, Nicola Monti, Renato Capecchi, dir. Renato Fasano - Ricordi 1959
- La Cambiale di matrimonio con Renata Scotto, Rolando Panerai, Renato Capecchi, Nicola Monti, dir. Renato Fasano - 1960
- Don Giovanni (DVD), avec Sesto Bruscantini, Teresa Stich-Randall, Leyla Gencer, Luigi Alva, Graziella Sciutti, dir. Francesco Molinari Pradelli - video-RAI 1960 ed. VAI/Opera D'Oro (audio)

## Enregistrements en public
- Médée, avec Maria Callas, Carlos Guichandut, Fedora Barbieri, Gabriella Tucci, dir. Vittorio Gui - Florence 1953 ed. Legato/IDIS
- La Gioconda, avec Anna De Cavalieri, Giuseppe Di Stefano, Aldo Protti, Fedora Barbieri, dir. Tullio Serafin - Naples 1953 ed. Opera Lovers
- La Flûte enchantée (Sarastro), avec Nicolai Gedda, Elisabeth Schwarzkopf, Giuseppe Taddei, Rita Streich, Alda Noni, dir. Herbert von Karajan RAI-Rome 1953 ed. Myto/Urania/Walhall
- Pelléas et Mélisande, avec Ernst Haefliger, Elisabeth Schwarzkopf, Michel Roux, Graziella Sciutti, Christiane Gayraud, dir. Herbert von Karajan - RAI-Rome 1954 ed. Arkadia/Walhall
- L'incoronazione di Poppea, avec Oralia Dominguez, Rolando Panerai, Carlo Bergonzi, dir. Nino Sanzogno - RAI 1954 ed. Arkadia
- Le nozze di Figaro, avec Rolando Panerai, Igmaar Seefried, Elisabeth Schwarzkopf, Sena Jurinac, dir. Herbert von Karajan - La Scala 1954 ed. Melodram/Myto/Walhall
- Aida, avec Antonietta Stella, Franco Corelli, Fedora Barbieri, Anselmo Colzani, dir. Vittorio Gui - Naples 1955 ed. Bongiovanni/IDIS
- La fanciulla del west (Jack Rance; selez.), avec Gigliola Frazzoni, Kennet Neate, dir. Alfredo Simonetto - RAI-Milan 1955 ed. Myto
- Nerone, avec Anna De Cavalieri, Mirto Picchi, Giangiacomo Guelfi, dir. Franco Capuana - Naples 1957 ed. Cetra/GOP/Opera D'Oro
- Don Giovanni (DVD), avec Sesto Bruscantini, Orietta Moscucci, Ilva Ligabue, Luigi Alva, Graziella Sciutti, dir. Nino Sanzogno - Napoli 1958 ed. House of Opera
- L'italiana in Algeri, avec Marilyn Horne, Pietro Bottazzo, Walter Monachesi, dir. Carlo Franci - Rome-RAI 1968 ed. Arkadia/Opera Italiana
- Semiramide, con Joan Sutherland, Monica Sinclair, Ottavio Garaventa, Ferruccio Mazzoli, dir. Richard Bonynge - Roma-Rai 1968 ed. Nuova Era/Opera D'Oro
- Don Carlo (Rodrigo), avec Juan Oncina, Boris Christoff, Maria Candida, Mirella Parutto, dir. Carlo Franci - Venise 1969 ed. Mondo Musica/Premiere Opera
- I masnadieri, avec Gastone Limarilli, Rita Orlandi Malaspina, Bonaldo Giaiotti, dir. Franco Mannino - Turin-RAI 1971 ed. Opera Lovers
- Macbeth (Macbeth), avec Gwyneth Jones, Aage Haugland, Franco Tagliavini, dir. Riccardo Muti - Florence 1975 ed. Lyric Distribution

## Filmographie partielle
- 1960 : La regina dei tartari de Sergio Grieco
- 1961 :
  - Drakut il vendicatore de Luigi Capuano
  - L'Esclave de Rome ( La schiava di Roma) de Sergio Grieco
  - Capitani di ventura de Angelo Dorigo
  - Hercule à la conquête de l’Atlantide (Ercole Alla Conquista Di Atlantide) de Vittorio Cottafavi
- 1962 :
  - Jules César contre les pirates (Giulio Cesare contro i pirati) de Sergio Grieco
  - La Colère d’Achille (L’ira di Achille) de Marino Girolami
  - Le Capitaine de fer ( Il capitano di ferro) de Sergio Grieco
  - Il colpo segreto di d'Artagnan de Siro Marcellini
- 1963 :
  - Il boia di Venezia de Luigi Capuano
  - Le Signe de Zorro (Il Segno di Zorro) de Mario Caiano
  - L'eroe di Babilonia de Siro Marcellini
- 1964 :
  - Totò contro il pirata nero de Fernando Cerchio
  - Samson et le trésor des Incas de Piero Pierotti
  - Le Trésor de Malaisie (Sandokan alla riscossa) de Luigi Capuano
  - Le Léopard de la jungle noire (Sandokan contro il leopardo di Sarawak) de Luigi Capuano
  - Hercule contre les tyrans de Babylone (Ercole contro i tiranni di Babilonia) de Domenico Paolella
- 1965 : Goliath à la conquête de Bagdad (Golia alla conquista di bagdad) de Domenico Paolella